# Richie Cannata
Richie Cannata, ameriški multiinštrumentalist in producent, * 3. marec 1949, Long Island, New York, ZDA.
Richie Cannata je ameriški multiinstrumentalist in glasbeni producent. Najbolj je znan po sodelovanju v spremljevalni skupini Billyja Joela.

## Kariera
Cannata je skupaj z Libertyjem DeVittom, Dougom Stegmeyerjem in Russllom Javorsom tvoril spremljevalno skupino Billyja Joela. Po odhodu iz skupine leta 1981 je odprl studio Cove City Sound Studios v New Yorku. V tem studiu so snemali glasbeni izvajalci kot so Celine Dion, Billy Joel, Jennifer Lopez in Marc Anthony.
V 80. letih je Cannata igral v skupini Tommyja Shawa in je igral na njegovih prvih treh albumih. Konec 80. in začetek 90. let je sodeloval s Taylor Dane.
Sredi 90. let je Cannata sodeloval z zasedbo The Beach Boys, pri katerih je igral saksofon, pihala in sintetizatorje. Leta 2006 je Cannata znova sodeloval z Joelom in je z njim igral tudi na 12 zaporednih koncertih v Madison Square Gardnu.
Decembra 2013 je založba Carl Fischer Music izdala učno jazzovsko DVD serijo "Improvising and Soloing In The Pocket", ki sta ga posnela Cannata in Sean J. Kennedy. Serija vsebuje knjigo za vse instrumente, vsebuje pa tudi glasbo s Cannatovega solo studijskega albuma Richie Cannata, ki je izšel leta 2011. V seriji lahko opazimo Cannato in Julia Fernandeza, kitarista jazz fusion zasedbe Spyro Gyra.
23. oktobra 2014 so bili Cannata, DeVitto, Javors in Stegmeyer (posmrtno), za svoje delo z Joelom, sprejeti v Glasbeno dvorano slavnih Long Islanda.

## Izbrana diskografija
- Richie Cannata (2011)

### Joelovi albumi, pri katerih je sodeloval Cannata
- Turnstiles (1976)
- The Stranger (1977)
- 52nd Street (1978)
- Glass Houses (1980)
- Songs in the Attic (1981)
- Greatest Hits Vol. I & II (1985)
- River of Dreams (1993)
- Greatest Hits Volume III (1997)
- 2000 Years: The Millennium Concert (2000)